# Pandora y el holandés errante
Pandora y el holandés errante (título original en inglés Pandora and the Flying Dutchman) es una película dramática británica de Technicolor de 1951 realizada por Romulus Films y estrenada por Metro-Goldwyn-Mayer en los Estados Unidos. La película fue dirigida por Albert Lewin y producida por Lewin y Joe Kaufmann a partir de un guion de este, inspirado en la leyenda del holandés errante. 
La película fue protagonizada por Ava Gardner y James Mason, y también intervinieron Nigel Patrick, Sheila Sim, Harold Warrender, Mario Cabré y Marius Goring. El director de fotografía fue Jack Cardiff.
Fue filmada principalmente en Tosa de Mar, en la Costa Brava (España). En esta localidad se erigió una estatua de Gardner en la colina que domina la playa principal. Las escenas del récord automovilístico de velocidad fueron filmadas en Pendine Sands (Gales).
MGM retrasó su lanzamiento hasta después del estreno de Show Boat (1951), en la que también intervenía Ava Gardner. Aunque la película es apreciada por la crítica especializada y solidificó su estatus como una estrella en ascenso, no significó un gran éxito de público.

## Sinopsis
Pandora Reynolds es una cantante estadounidense de paso en España, que fascina a todos los hombres. Ella rechaza la propuesta de matrimonio de un poeta, Demarest, que se suicida. Otros dos hombres están enamorados de ella: Stephen, un piloto de carreras, y Montalvo, un torero. Un día, sale a nadar hacia un extraño bote frente al puerto de Esperanza, donde conoce a un misterioso navegante, Hendrick Van der Zee, por quien se siente fascinada. La historia es contada por un testigo, Geoffrey, quien descubrió un manuscrito del siglo XVII que ofrece una versión inédita del mito del holandés errante.

## Reparto
- James Mason como Hendrik van der Zee.
- Ava Gardner como Pandora Reynolds.
- Nigel Patrick como Stephen Cameron.
- Sheila Sim como Janet.
- Harold Warrender como Geoffrey Fielding.
- Mario Cabré como Juan Montalvo.
- Marius Goring como Reggie Demarest.
- John Laurie como Angus.
- Pamela Mason como Jenny.
- Patricia Raine como Peggy.
- Margarita Álvarez como Señora Montalvo.
- Abraham Sofaer como juez.
- Francisco Igual como Vicente.
- Guillermo Beltrán como barman.

## Recepción
La película fue una de las más populares en las taquillas británicas en 1951.
Según los registros de MGM, la película ganó $ 1,247,000 en los Estados Unidos y Canadá y $ 354,000 en el resto del mundo.